# Rumänisch-orthodoxe Pfarrkirche (Wien-Simmering)

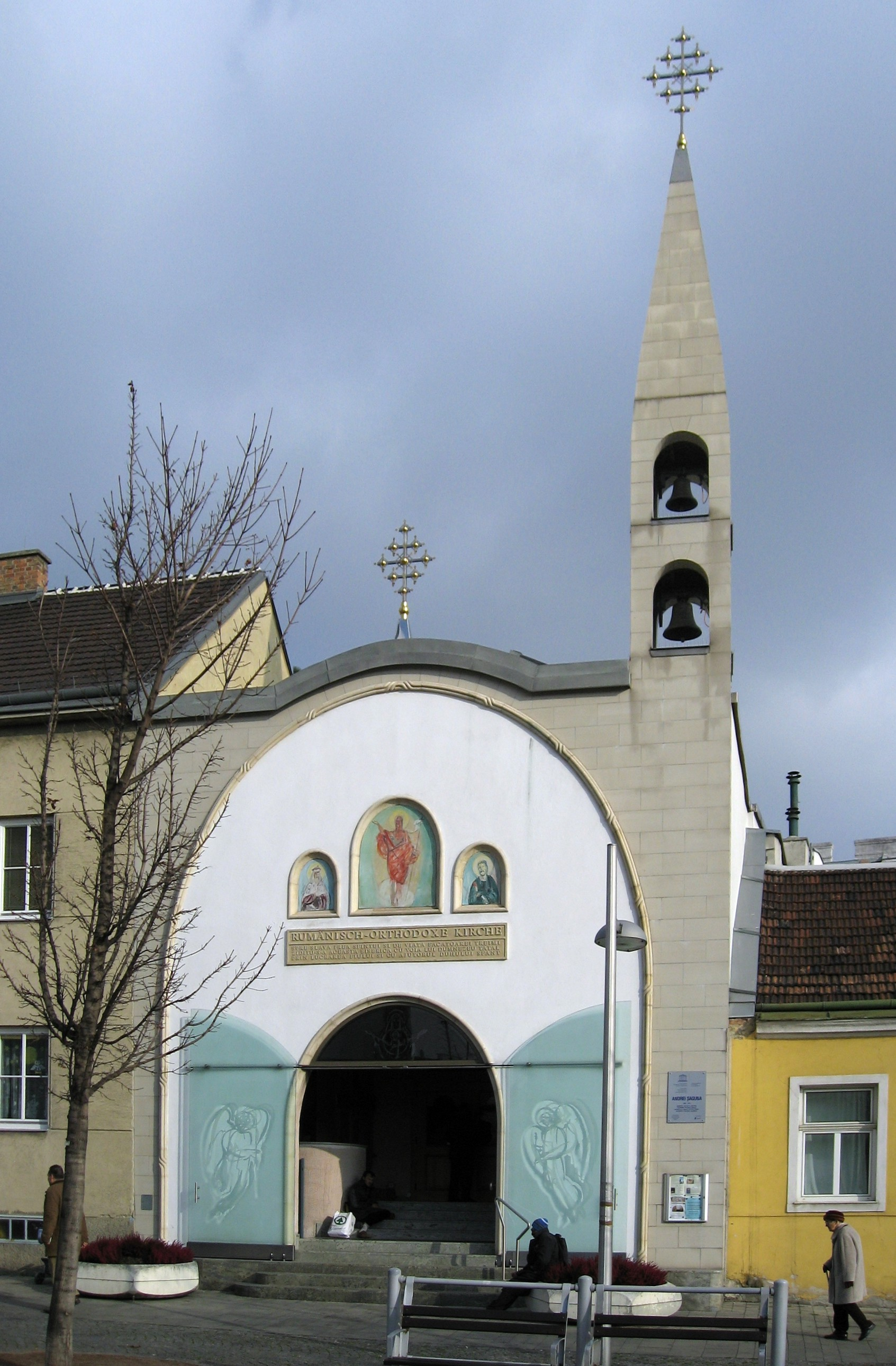
Die rumänisch-orthodoxe Kirche in Simmering

Die Rumänisch-Orthodoxe Pfarrkirche Zur Heiligen Auferstehung ist eine Kirche im 11. Wiener Gemeindebezirk Simmering. Sie ist Sitz der rumänisch-orthodoxen Gemeinde Wiens, rechtlicher Vertreter der Rumänisch-Orthodoxen Kirche – Patriarchat von Rumänien für Österreich und gehört zu der in Nürnberg ansässigen Diözese für Zentral- und Mitteleuropa.

## Geschichte
Ursprünglich nahm die rumänisch-orthodoxe Glaubensgemeinschaft in Wien an den Messen der griechisch-orthodoxen Gemeinde in der Griechenkirche zur Heiligen Dreifaltigkeit am Fleischmarkt teil. Ab 1906 wurden die Gottesdienste in einer dafür angemieteten Wohnung in der Löwelstraße, die später zu einer kleinen Kapelle umgebaut wurde, abgehalten. Aufgrund des Wunsches nach einem eigenen Kirchengebäude wurde 1908 – im Jahr des 60. Thronjubiläums von Kaiser Franz Joseph I. – ein Kirchenbaufonds gegründet, der „Rumänisch-griechisch-orientalischen Kaiser Jubiläums-Kirchenbau und Kirchengemeinde Gründungs Verein“. Es wurde jahrelang Geld gesammelt, jedoch machte die wirtschaftliche Lage und Inflation infolge des Ersten Weltkrieges eine baldige Umsetzung des Bauprojektes unmöglich.
Erst 2001 konnte ein geeignetes Grundstück am Simmeringer Platz erworben werden. Dieser war im Jahr davor im Zuge der Verlängerung der U-Bahn-Linie U3 nach Simmering neu gestaltet worden. 2002 wurde mit den Bauarbeiten nach Entwürfen des Architektenteams baldassion architektur (Miki Ionescu und Georg Baldass) begonnen. Die feierliche Eröffnung fand am 27. April 2003, dem rumänisch-orthodoxen Ostersonntag statt. An der Straßenfassade befindet sich das mit Bildern und einer Inschrift versehene Rundbogenportal sowie ein kleiner Kirchturm. Der Boden des Innenraums besteht aus glänzendem Granit, die Ikonostase stammt von Gheorghe Gheorghita Vornicu, die Fresken wurden von Vasile Lefter geschaffen.
In unmittelbarer Nähe zur Kirche befinden sich der Bahnhof Wien Simmering, die Pfarrkirche Altsimmering und der Simmeringer Friedhof. Etwa zwei Kilometer stadtauswärts liegt der Wiener Zentralfriedhof, auf dem sich eine rumänisch-orthodoxe Abteilung befindet.
Ein zweites Kirchengebäude Zur Heiligen Auferstehung entsteht im Nordbahnviertel (Rumänisch-orthodoxe Kirche (Wien-Leopoldstadt)).